# 科凯勒
科凯勒（法語：Coquelles，法語發音：[kɔkɛl]）是法国上法蘭西大區加来海峡省的一个市镇，属于加来区。英法海底隧道的法國端隧道口設於此。

## 地理
科凯勒（50°56'6"N, 1°47'57"E）面积8.77 平方千米，位于法国上法蘭西大區加来海峡省，该省份为法国北部沿海省份，西北濒北海，南至索姆省，东临北部省。
与科凯勒接壤的市镇（或旧市镇、城区）包括：桑加特、珀普兰格、博南格莱加来、加来、库洛涅、弗雷坦、阿姆-布克尔。

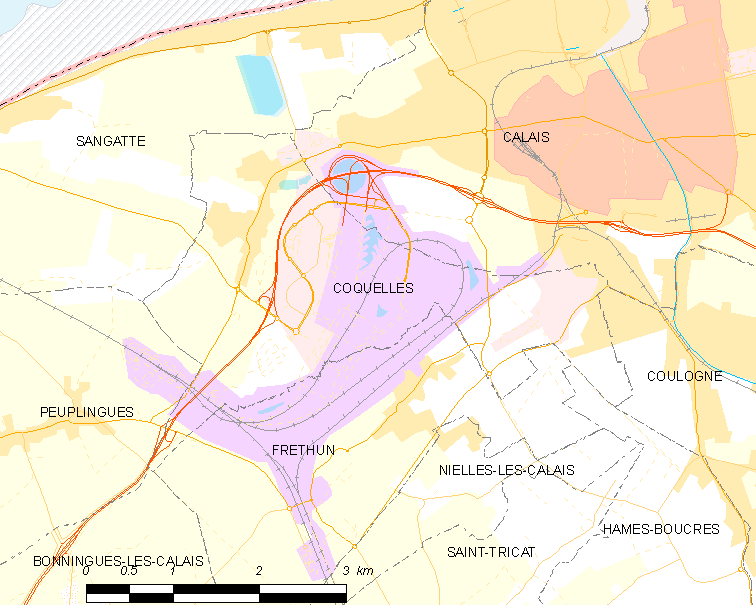
科凯勒的OSM定位图

科凯勒的时区为UTC+01:00、UTC+02:00（夏令时）。

## 行政
科凯勒的邮政编码为62231，INSEE市镇编码为62239。

## 政治
科凯勒所属的省级选区为加来第一县。

## 人口

1962-2008年间科凯勒人口变化图示

科凯勒于2022年1月1日时的人口数量为2625人。